# Municipio Chacarilla
Das Municipio Chacarilla liegt im Departamento La Paz im südamerikanischen Anden-Staat Bolivien.

## Lage im Nahraum
Das Municipio Chacarilla ist eines von drei Municipios der Provinz Gualberto Villarroel und liegt im nordwestlichen Teil der Provinz. Es grenzt im Norden und Westen an die Provinz Pacajes, im Süden an das Departamento Oruro und im Osten an das Municipio San Pedro de Curahuara.
Das Municipio hat 21 Ortschaften (localidades), zentraler Ort des Municipio ist Chacarilla mit 106 Einwohnern im zentralen Teil des Municipio. Größere Ortschaften im Municipio sind San Juan Pacollo mit 334 Einwohnern, Chojñacota mit 235 Einwohnern und Puerto Aroma mit 232 Einwohnern ( Volkszählung 2012).

## Geographie
Das Municipio Chacarilla liegt auf dem bolivianischen Altiplano auf einer mittleren Höhe von 3850 m, im Osten durch den Höhenrücken der Serranía de Huayllamarca und nach Norden durch den Río Desaguadero begrenzt. Die Region weist ein ausgeprägtes Tageszeitenklima auf, bei dem die Temperaturen im Tagesverlauf stärkere Schwankungen aufweisen als im Jahresverlauf.
Die mittlere Durchschnittstemperatur des Municipio liegt bei knapp 9 °C (siehe Klimadiagramm Callapa), die Monatsdurchschnittstemperaturen schwanken nur unwesentlich zwischen 5 °C im Juli und gut 10 °C von November bis März. Der Jahresniederschlag beträgt etwa 400 mm, die Monatsniederschläge liegen zwischen 0 und 10 mm in den Monaten Mai bis August und 100 mm im Januar.

## Bevölkerung
Die Einwohnerzahl des Municipio Chacarilla ist zwischen 1992 und 2024 um etwa zwei Drittel angewachsen:
| Jahr | Einwohner | Quelle       |
| ---- | --------- | ------------ |
| 1992 | 1199      | Volkszählung |
| 2001 | 1566      | Volkszählung |
| 2012 | 2004      | Volkszählung |
| 2024 | 2031      | Volkszählung |

Das Municipio hatte bei der letzten Volkszählung von 2012 eine Bevölkerungsdichte von 5,7 Einwohnern/km², die Lebenserwartung der Neugeborenen lag im Jahr 2001 bei 61,8 Jahren, die Säuglingssterblichkeit war von 8,9 Prozent (1992) auf 6,6 Prozent im Jahr 2001 gesunken.
Der Alphabetisierungsgrad bei den über 19-Jährigen beträgt 81,5 Prozent, und zwar 92,8 Prozent bei Männern und 68,0 Prozent bei Frauen (2001).
76,7 Prozent der Bevölkerung sprechen Spanisch, 97,0 Prozent sprechen Aymara, und 0,1 Prozent Quechua. (2001)
98,8 Prozent der Bevölkerung haben keinen Zugang zu Elektrizität, 84,2 Prozent leben ohne sanitäre Einrichtung (2001).
73,3 Prozent der insgesamt 513 Haushalte besitzen ein Radio, 1,4 Prozent einen Fernseher, 64,3 Prozent ein Fahrrad, 1,6 Prozent ein Motorrad, 2,1 Prozent einen PKW, 0,4 Prozent einen Kühlschrank, 0,6 Prozent ein Telefon. (2001)

## Politik
Ergebnis der Regionalwahlen (concejales del municipio) vom 4. April 2010:
| Wahlberechtigte |  | Stimmen | gültig |  | MAS-IPSP | FPV    | M.A.S. |
| --------------- |  | ------- | ------ |  | -------- | ------ | ------ |
| 835             |  | 748     | 468    |  | 211      | 157    | 100    |
|                 |  | 89,6 %  | 62,6 % |  | 45,1 %   | 33,5 % | 21,4 % |

Ergebnis der Regionalwahlen (elecciones de autoridades políticas) vom 7. März 2021:
| Wahl- berechtigte |  | Wahl- beteiligung | gültige Stimmen |  | J.A.LLALLA.L.P. | MAS-IPSP | MTS    | SOL.BO | PDC    | PBCSP  |
| ----------------- |  | ----------------- | --------------- |  | --------------- | -------- | ------ | ------ | ------ | ------ |
| 1.046             |  | 932               | 780             |  | 348             | 342      | 32     | 13     | 10     | 7      |
|                   |  | 89,10 %           | 83,69 %         |  | 44,62 %         | 43,85 %  | 4,10 % | 1,67 % | 1,28 % | 0,90 % |

## Gliederung
Das Municipio untergliederte sich bei der letzten Volkszählung von 2012 in drei Kantone (cantones):
- 02-1803-01 Kanton Chacarilla – 14 Ortschaften – 627 Einwohner (2001: 394 Einwohner)
- 02-1803-02 Kanton Rosa Pata – 6 Ortschaften – 1.145 Einwohner (2001: 964 Einwohner)
- 02-1803-03 Kanton Puerto Aroma – 1 Ortschaft – 232 Einwohner (2001: 205 Einwohner)

## Ortschaften im Municipio Chacarilla
- Kanton Chacarilla
  - Chacarilla 109 Einw.

- Kanton Rosa Pata
  - San Juan Pacollo 334 Einw.

- Kanton Puerto Aroma
  - Puerto Aroma 232 Einw.